# Idaea lucida
Idaea lucida là một loài bướm đêm trong họ Geometridae.